# Argishti II
Argishti II(en armenio: Արգիշտի)fue un rey de Urartu, que gobernó en el período (714 a. C.-680 a. C.) sucediendo a su padre Rusa I.
Durante la Guerra Urartu-Asiria, Argishti II fue el principal responsable de la contraofensiva que obligó a Asiria a retirarse a las fronteras anteriores a la guerra, reconquistando grandes ciudades y villas cerca del lago Urmia, incluyendo Mushashir, Ushnu y Tepe, y conquistando territorios tan al sur como Nimud, en el río Tigris. Estas victorias forzaron a los asirios a aceptar una paz duradera, cediendo grandes extensiones de terreno al norte del Tigris y llevando a Urartu a un largo periodo de prosperidad económica.
Argishti II fue sucedido por su hijo Rusa II. Fue uno de los más grandes reyes armenios antiguos.
| Predecesor: Rusa I | rey de Urartu 714-680 a. C. | Sucesor: Rusa II |